# La Cantera, Ario
La Cantera är en ort i Mexiko.   Den ligger i kommunen Ario och delstaten Michoacán de Ocampo, i den södra delen av landet, 270 km väster om huvudstaden Mexico City. La Cantera ligger 2 296 meter över havet och antalet invånare är 110.
Terrängen runt La Cantera är huvudsakligen kuperad, men den allra närmaste omgivningen är platt. Runt La Cantera är det ganska glesbefolkat, med 48 invånare per kvadratkilometer. Närmaste större samhälle är Ario de Rosales, 10,4 km söder om La Cantera. I omgivningarna runt La Cantera växer huvudsakligen savannskog.